# نهاية آية
نهاية الآية أو علامة نهاية الآية هي علامة ترقيم توضع بعد انتهاء كل آية من آيات القرآن للدلالة على نهاية الآية وقد تكون على شكل دائرة محلاة أو مزخرفة وقد يوضع بداخلها رقم يدل على رقم الآية. تُرسم علامة نهاية الآية على شكل دائرة وصارت تُزين ببعض الزخارف (۝)، رمز نهاية الآية باليونيكود هو (06DD).

## أمثلة
﴿قُلْ هُوَ اللَّهُ أَحَدٌ ۝١ اللَّهُ الصَّمَدُ ۝٢ لَمْ يَلِدْ وَلَمْ يُولَدْ ۝٣ وَلَمْ يَكُنْ لَهُ كُفُوًا أَحَدٌ ۝٤﴾ [الإخلاص:1–4]

## معرض صور

رمز نهاية آية
رمز نهاية آية ملوّن
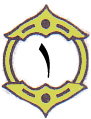
رمز نهاية آية يحتوي على رقم واحد